# Delain
Delain là một band nhạc symphonic metal của Hà Lan. Band được sáng lập bởi cựu keyboardist của band nhạc Within Temptation đồng thời là em trai Guitarist Robert Westerholt – Martijn Westerholt. Tới nay band nhạc đã phát hành 3 album là Lucidity vào năm 2005, April Rain năm 2009 và mới nhất We Are The Others năm 2012.

## Tiểu sử

### Thành lập
Delain được thành lập bởi Martijn Westerholt và Charlotte Wessels, trong đó Westerholt chính là cựu keyboardist của band nhạc Within Temptation – em trai của Robert Westerholt. Anh rời Within Temptation năm 2001 khi anh bị chứng bệnh Infectious Mononucleosis(hay Pfeiffer's disease). Một chứng bệnh do một loại virus gây nên. Trong khi đó, tại thời điểm đó, Wessels chỉ là 1 ca sĩ chưa có tên tuổi sống gần nhà Westerholt. Cùng với nhau, họ đã xây dựng Delain, và dự án này lôi kéo khá nhiều bạn bè của Martijn trong cộng đồng symphonic metal năm 2002, và họ bắt đầu thu âm album đầu tiên vào tháng 7 năm 2005, sau khi ký hợp đồng với hãng đĩa Roadrunner Records.

### 2005 - 2009: Lucidity
Trong album đầu tiên  Lucidity họ đã mời được rất nhiều nghệ sĩ nổi tiếng như: Marco Hietala từ Nightwish và Tarot (bass, vocals), Liv Kristine từ Leaves' Eyes (vocals), Ariën van Weesenbeek thành viên cũ của God Dethroned, Epica (drums), Ad Sluijter từ ex-Epica (guitar), George Oosthoek (growling) và Guus Eikens, 2 sáng lập viên của Orphanage; Sharon Den Adel từ Within Temptation (vocals) và Jan Yrlund từ Imperia (guitar).
Album đầu tiên Lucidity dự định phát hành vào tháng 4 năm 2006 nhưng đã bị hoãn lại tới cuối tháng 5 và cuối cùng được phát hành vào ngày 4 tháng 9 năm 2006.  Trong đó 2 ca khúc Sleepwalker's Dream, The Gathering và một số đoạn nhạc Samples cùng video Frozen đã được đưa lên website của nhóm. Họ cũng phát hành 3 đĩa đơn từ album là Frozen, See Me In Shadow và The Gathering.
Với sự thành công của album Lucidity, Delain quyết định đi tour thay vì chỉ là 1 dự án như ý định ban đầu. Sau đó Delain có thêm các thành viên mới là Rob van der Loo (bass), Ronald Landa (guitar) and Sander Zoer (drums).

### 2009 - 2010: April Rain
Cuối năm 2007  Delain có ý định sẽ phát hành album thứ 2 trong năm 2008 và bắt đầu biểu diễn 2 ca khúc mới "Stay Forever" và "Start Swimming". Vào tháng 11 năm 2008 Delain thông báo trên website của nhóm official website album thứ 2 April Rainsẽ được phát hành vào ngày 9 tháng 2 năm 2009. Ngoài ra, nhóm còn biểu diễn 1 ca khúc mới trên truyền hình Hà Lan có tên I'll Reach You. Đây hóa ra lại là 1 version khác của ca khúc cung tên sẽ xuất hiện trong album. 3 đĩa đơn được phát hành là April Rain, Stay Forever và Nothing Left.
Tháng 2 năm 2010, Delain cho biết họ đã bắt đầu bắt tay vào thực hiện album thứ 3. Đồng thời thông báo tay bass Rob van der Loo sẽ rời nhóm do có sự mâu thuẫn về mặt thời gian. Tháng 3, Otto Schimmelpenninck van der Oije được thông báo là người thay thế Rob.
Vào tháng ngày 4 tháng 10 năm 2010 Delain thông báo họ sẽ chia tay guitar Ewout Pieter vào ngày 30 tháng 10, và cũng thông báo họ đang tìm 1 tay guitar mới.
Tháng 2 năm  2011, nhóm ra mắt website mới 
Ngày 17 tháng 4 năm 2011 nhóm thông báo trên website chính thức và blog vủa nhóm, guitarist mới thay thế Pieter sẽ là Timo Somers.

### 2011-2012: We Are The Others
Trong các show diễn năm 2011, nhóm đã trình bày 3 ca khúc mới là Manson, Get The Devil Out Of Me và  Milk And Honey nằm trong album mới We Are The Others được dự kiến phát hành vào đầu năm 2012. Charlotte cho biết album được lấy cảm hứng từ  vụ việc một cô gái Anh tên Sophie Lancaster cùng bạn trai đã bị 1 nhóm thanh niên kích động đánh cho hôn mê vào năm 2007 do họ ăn mặc theo kiểu thời trang Gothic và Sophie qua đời sau đó một thời gian.
Tuy nhiên, do việc hãng đĩa của họ là Roadrunner Records bị hãng đĩa Warner Music mua lại, thì kế hoạch phát hành album của họ bị ảnh hưởng. Tháng 3 nhóm thông báo trên facebook của mình rằng album mới sẽ đuọc phát hành vào đầu tháng 6. Ngày 1 tháng 6 năm 2012 album thứ ba của nhóm chính thức được phát hành và single đầu tiên Get The Devil Out of Me đã được phát hành vào ngày 13 tháng 4 trước đó.

### Interlude (2013-nay)
Ngày 26 tháng 2 năm 2013, Delain thông báo rằng hộ sẽ phát hành 1 album đặc biệt mang tên Interlude  bao gồm một số ca khúc mới, cover, bài thu âm trực tiếp và 1 DVD. Album đã được phát hành vào ngày 3 tháng 5 năm 2013.

## Thành viên

### Đang hoạt động
- Charlotte Wessels – Vocals (since 2005)
- Martijn Westerholt – Keyboards (since 2002)
- Sander Zoer – Drums (since 2006)
- Otto van der Oije – Bass (since 2010)[10]
- Timo Somers - Guitars (since 2011)

### Trước đó
- Ewout Peters - Guitars (2009–2010)
- Rob Van Der Loo - Bass (2005–2010)
- Ronald Landa – Guitars / Vocals (2006–2009)
- Ray van Lente – Guitars (2006–2007)
- Roy van Enkhuyzen – Guitars (2002–2005)
- Frank van der Meijden – Guitars (2002–2005)
- Anne Invernizzi – Vocals (2002–2005)
- Martijn Willemsen – Bass (2002–2005)
- Tim Kuper – Drums (2002–2005)

## Danh sách album

### Albums
| Release date | Tên               |
| ------------ | ----------------- |
| 2006         | Lucidity          |
| 2009         | April Rain        |
| 2012         | We Are The Others |

### Đĩa đơn
- "Frozen" (2006)
- "See Me In Shadow" (2007)
- "The Gathering" (2008)
- "April Rain" (2009)
- "Stay Forever" (2009)
- "Nothing Left" (2010)
- "Get The Devil Out Of Me" (2012)

## Các đề cử và giải thưởng
| Năm  | Giải                    | Hạng mục             | Đề cử         | Kết quả | Notes                           |
| ---- | ----------------------- | -------------------- | ------------- | ------- | ------------------------------- |
| 2007 | MTV Europe Music Awards | New Sounds of Europe | Best New Band | Đề cử   | Knocked out on the eleventh day |
| 2007 | TMF Awards              | Best Rock            | Best New Band | Đề cử   |                                 |